# Epilobium keysseri
Epilobium keysseri là một loài thực vật có hoa trong họ Anh thảo chiều. Loài này được Diels mô tả khoa học đầu tiên năm 1929.